# العقم (أسلم)

تعديل مصدري - تعديل

العقم هي إحدى قرى عزلة أسلم الوسط بمديرية أسلم التابعة لمحافظة حجة، بلغ تعداد سكانها 264 نسمة حسب تعداد اليمن لعام 2004.